# (10781) Ritter
(10781) Ritter est un astéroïde de la ceinture principale.

## Description
(10781) Ritter est un astéroïde de la ceinture principale. Il fut découvert le 6 août 1991 à Tautenburg par Freimut Börngen. Il présente une orbite caractérisée par un demi-grand axe de 2,64 UA, une excentricité de 0,12 et une inclinaison de 5,5° par rapport à l'écliptique.

## Compléments